# Liste des cours d'eau de l'Indiana
 (décembre 2018).
Le contenu est difficilement compréhensible vu les erreurs de traduction, qui sont peut-être dues à l'utilisation d'un logiciel de traduction automatique.
Voilà la liste des fleuves de l'État de l'Indiana, États-Unis.
- Rivière Anderson
- Rivière Auglaize
- Fleuve Grand Bleu
- Blue River
- Rivière Calumet
- Cedar Creek
- Fleuve Profond
- Fleuve Driftwood
- Rivière l'Anguille (Comté de Cass/Miami/Wabash/Kosciusko/Whitley/Allen)
- Rivière l'Anguille (Comté deGreene/Owen/Clay/Putnam/Parke)
- Fleuve Elkhart River
- Fleuve Automne
- Fleuve du Faon
- Fleuve du Rocher Plat
- Fleuve du Grand Calumet
- Fleuve Galena
- Rivière Iroquois
- Petit Fleuve Bleu
- Petit Fleuve Calumet
- Petit Fleuve Elkhart
- Petit Fleuve du Rocher Plat
- Petit Fleuve Kankakee
- Petit Fleuve du Pigeon
- Petit Fleuve Vermilion
- Petit Fleuve Wabash
- Rivière Kankakee
- Maumee
- Mississinewa
- Muscatatuck
- Rivière Ohio
- Patoka
- Fleuve du Pigeon aussi appelé Pigeon Creek, Turkey Creek
- Rivière Saint-Joseph (Maumee) (affluent de la rivière Maumee)
- Rivière Saint-Joseph (Lac Michigan)
- Rivière Sainte-Marie (affluent de la rivière Maumee)
- Salamonie
- Fleuve du Sable
- Fleuve du Sucre aussi appelé Crique du Sucre, Fleuve du Rocher
- Tippecanoe
- Fleuve Vermilion
- Wabash
- White River
- Fleuve Eau Blanche
- Fleuve du Chat Sauvage aussi appelé Crique du Chat Sauvage
- Fleuve jaune